# Reinhold Ginolas
Reinhold Ginolas (* ca. 1935), Deckname Rolf Schneider, war ein deutscher Spion der Militärischen Aufklärung der Nationalen Volksarmee (DDR) und Hauptmann der Luftwaffe der Bundeswehr.

## Leben
Ginolas diente in den 1950er Jahren im Bundesgrenzschutz und lebte in Essen. Er beschloss, aus Protest gegen die westdeutsche „westliche Militarisierungspolitik“ und wegen familiärer Probleme in der DDR leben zu wollen. Anfang 1958 erschien er am Grenzübergang Helmstedt/Marienborn. Die Deutschen Grenzpolizei (DDR) schaltete die Militärische Aufklärung in ihrem operativen Punkt in Magdeburg ein, die Ginolas in einem dortigen Hotel befragte. Sie erfuhren von einer laufenden Bewerbung bei der Bundeswehr. Daher überzeugten sie ihn, er könne die DDR-Politik besser von Westdeutschland aus unterstützen. Ginolas reiste im April 1958 erneut nach Magdeburg, wo er eine Verpflichtungserklärung als Agenturischer Mitarbeiter der Militärischen Aufklärung unterschrieb. Von der Hauptabteilung I des Ministeriums für Staatssicherheit, die für die Absicherung der Nationalen Volksarmee (NVA) zuständig war, wurde er unter der Registriernummer XV/5242/75 erfasst. Sein Führungsoffizier war Hartmut Nestvogel.
Ginolas wurde am 1. Mai 1958 in die Luftwaffe der Bundeswehr eingestellt. 1961 und 1968 brach er aus Protest gegen den Bau der Berliner Mauer und den Prager Frühling zeitweise den Kontakt zur Militärischen Aufklärung ab, setzte die Verbindung später aber fort. Er hatte Verwendungen als Personaloffizier in Verteidigungskreiskommandos, im Führungsstab der Luftwaffe, im Streitkräfteamt und im Bundesministerium der Verteidigung und zuletzt den Dienstgrad Hauptmann. Mit Ablauf des September 1987 wurde er in den Ruhestand versetzt. Daraufhin schaltete ihn die Militärische Aufklärung bei einem letzten Treff 1988 ab. 

## Verurteilung
Für fast 30 Jahre Agententätigkeit gegen die Bundesrepublik wurde Ginolas zu vier Jahren und sechs Monaten Freiheitsstrafe verurteilt. Seine gelieferten Dokumente halfen der NVA, Ausbildungsstand und Personalsituation der Bundeswehr besser einzuschätzen. Georg Herbstritt zählt ihn zu den 50 Spitzenquellen von MfS und Militärischer Aufklärung der NVA.